# Salsa balandra
La balandra es una salsa tradicional de la cocina catalana, elaborada por pescadores y aplicada por regla general a platos de pescado. Es muy popular en las costas del Delta del Ebro. Básicamente se trata de un caldo de pescado al que se le prepara una picada. El color final de la salsa es naranja, color muy típico de las salsas de Cataluña Nueva, como por ejemplo, la salsa romesco.